# Péninsule de Guest
La péninsule de Guest est une péninsule d'Antarctique occidental qui s'avance dans la mer de Ross et ferme la baie de Sulzberger sur la côte de Saunders au nord de la terre du Roi Édouard VII, à l'ouest de la terre Marie Byrd. Contrairement aux cartographies initiales, elle n'est pas située dans la dépendance de Ross, revendiquée par la Nouvelle-Zélande, et n'est donc revendiquée par aucun État. Le pic Mitchell se trouve sur cette péninsule.